# Giogo Seccheta
Giogo Seccheta este o arie protejată (arie specială de conservare — SAC, sit de importanță comunitară — SCI) din Italia întinsă pe o suprafață de 89 ha, integral pe uscat.

## Localizare
Centrul sitului Giogo Seccheta este situat la coordonatele 43°49′36″N 11°48′24″E / 43.826667°N 11.806667°E.

## Înființare
Situl Giogo Seccheta a fost declarat sit de importanță comunitară în iunie 1995 pentru a proteja 8 specii de animale. Situl a fost protejat și ca arie specială de conservare în decembrie 2016.

## Biodiversitate
Situată în ecoregiunea continentală, aria protejată conține 4 habitate naturale: Păduri de fag din Apenini cu Abies alba și păduri de fag cu Abies nebrodensis, Formațiuni ierboase bogate în specii de Nardus, dezvoltate pe substraturi silicioase în zone montane (și în zone submontane, în Europa continentală), Păduri de fag Asperulo-Fagetum, Păduri de fag Luzulo-Fagetum.
La baza desemnării sitului se află mai multe specii protejate:
- păsări (5): uliu porumbar (Accipiter gentilis), acvilă de munte (Aquila chrysaetos), ciocârlie de pădure (Lullula arborea), viespar (Pernis apivorus), pitulice sfârâitoare (Phylloscopus sibilatrix)
- mamifere (2): liliac cârn (Barbastella barbastellus), lupul (Canis lupus)
- nevertebrate (1): Euplagia quadripunctaria

Pe lângă speciile protejate, pe teritoriul sitului au mai fost identificate 3 specii de plante, 1 specie de păsări, 1 specie de amfibieni, 5 specii de mamifere, 1 specie de nevertebrate, 2 specii de reptile.